# 姚州 (浙江省)
姚州（ようしゅう）は、中国にかつて存在した州。現在の浙江省余姚市一帯に設置された。
621年（武徳4年）、唐により設置され、州治は余姚県とされた。624年（武徳7年）に廃止された。